# Tovomita brevistaminea
Tovomita brevistaminea là một loài thực vật có hoa trong họ Bứa. Loài này được Engl. miêu tả khoa học đầu tiên năm 1888.